# Los Manzanos
Los Manzanos är en ort i Mexiko.   Den ligger i kommunen Zacapoaxtla och delstaten Puebla, i den sydöstra delen av landet, 170 km öster om huvudstaden Mexico City. Los Manzanos ligger 1 851 meter över havet och antalet invånare är 182.
Terrängen runt Los Manzanos är lite bergig. Runt Los Manzanos är det ganska tätbefolkat, med 129 invånare per kvadratkilometer. Närmaste större samhälle är Zacapoaxtla, 1,2 km norr om Los Manzanos. Omgivningarna runt Los Manzanos är en mosaik av jordbruksmark och naturlig växtlighet.